# Ochropleura marojejy
Ochropleura marojejy là một loài bướm đêm trong họ Noctuidae.